# 勒蒙库尔 (摩泽尔省)
勒蒙库尔（法語：Lemoncourt，法語發音：[ləmɔ̃kuʁ]）是法国摩泽尔省的一个市镇，属于萨尔堡-萨兰堡区。

## 地理
勒蒙库尔（48°51'58"N, 6°23'32"E）面积5.41 平方千米，位于法国大東部大區摩泽尔省，该省份为法国东北部内陆省份，是洛林的一部分，西南接默尔特-摩泽尔省，东临下莱茵省，北与卢森堡和德国接壤。
与勒蒙库尔接壤的市镇（或旧市镇、城区）包括：塞耶河畔欧努瓦、克兰库尔、代尔姆、栋热、雅洛库尔、塞耶河畔马洛库尔、奥里奥库尔。

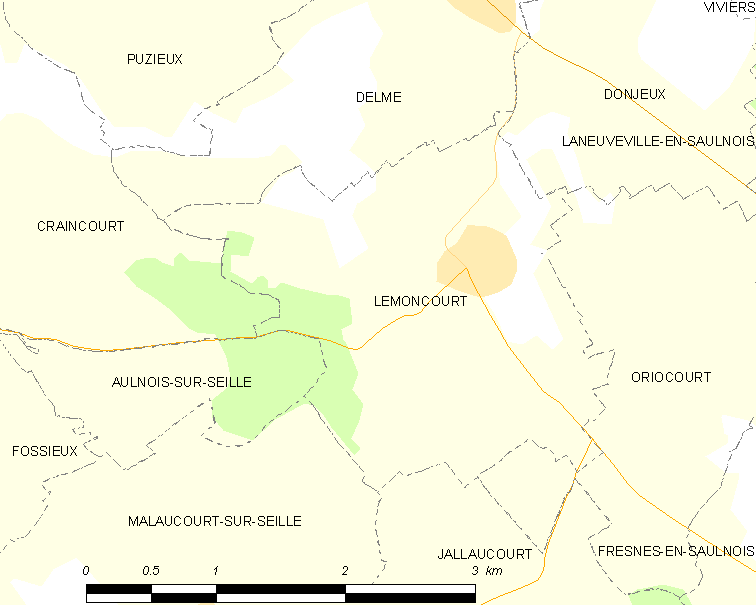
的OSM定位图

勒蒙库尔的时区为UTC+01:00、UTC+02:00（夏令时）。

## 行政
勒蒙库尔的邮政编码为57590，INSEE市镇编码为57391。

## 政治
勒蒙库尔所属的省级选区为索努瓦县。

## 人口

1962-2008年间人口变化图示

勒蒙库尔于2022年1月1日时的人口数量为59人。